# Hữu Giang (sông)

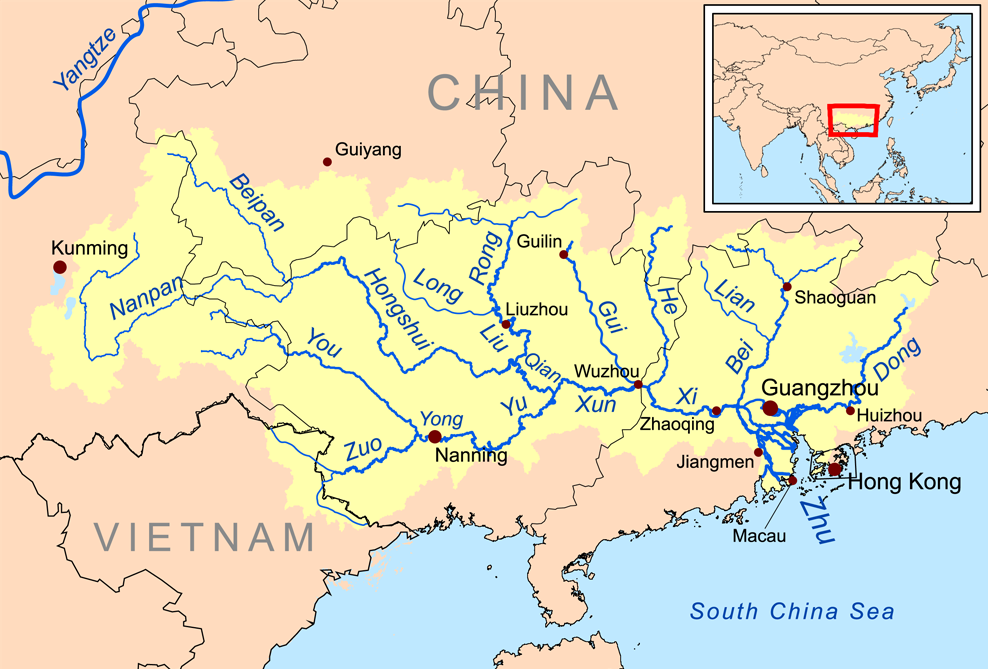
Đầu nguồn của sông Hữu Giang

Hữu Giang là tên một con sông ở phía Tây Nam Trung Quốc, xuất phát từ vùng núi cao của tỉnh Vân Nam, Hữu Giang có hai nguồn, cả hai nguồn đó đều xuất phát từ miền Nam tỉnh Vân Nam. Sông chảy qua các tỉnh: Vân Nam, Quảng Tây, đến Nam Ninh thì gặp Tả Giang và tạo thành Ung Giang và Úc Giang, độ cao khi dòng sông Hữu Giang đang chảy là khoảng dưới hoặc trên 5000 mét, chiều dài của toàn bộ dòng sông Hữu Giang là 630–640 km